# Neurocyta drukpa
Neurocyta drukpa är en nattsländeart som beskrevs av Schmid 1975. Neurocyta drukpa ingår i släktet Neurocyta och familjen broknattsländor. Inga underarter finns listade i Catalogue of Life.